# Trey Porter
Trey Porter (Dumfries, 24 giugno 1996) è un cestista statunitense.